# Odrzywół (powiat Przysuski)
Odrzywół is een dorp in het Poolse woiwodschap Mazovië, in het district Przysuski. De plaats maakt deel uit van de gemeente Odrzywół en telt ca. 1300 inwoners.